# Perro de asistencia en autismo

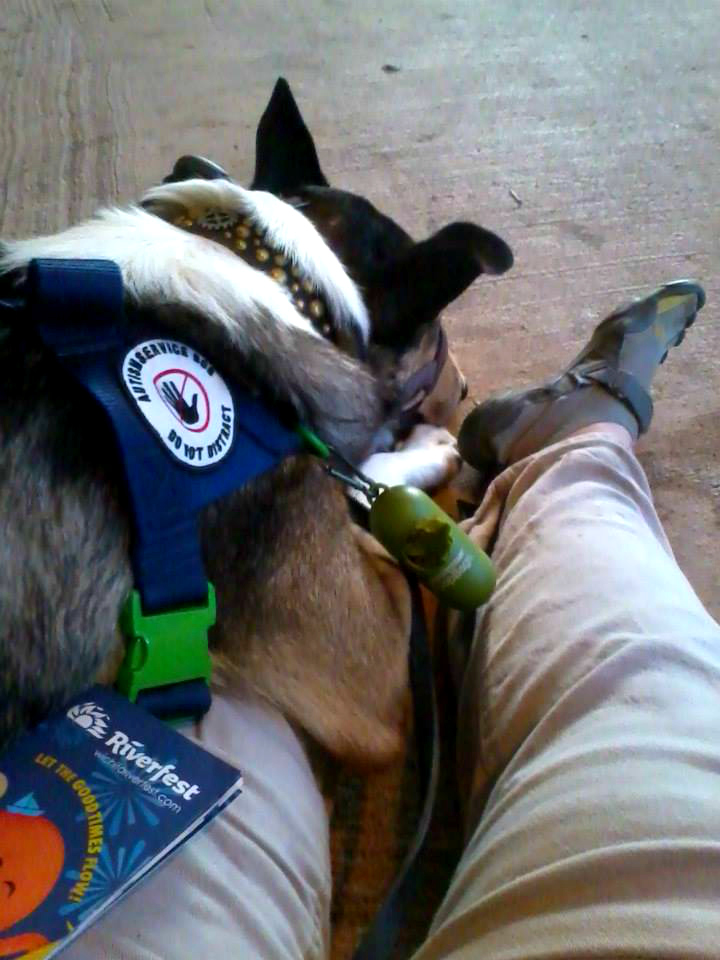
Perro de asistencia en autismo.

Un perro de asistencia en autismo está entrenado para asistir a una persona con autismo y ayudarla a ganar independencia, autoestima y la posibilidad de llevar a cabo actividades de la vida diaria, de forma similar a personas no autistas.
En su mayor parte, el entrenamiento es similar al de otros perros de asistencia para ayudar a personas con otras discapacidades.

## Función
Estos perros se entrenan para ayudar a priorizar la información necesaria y asistir situaciones que pueden resultar sobreestimulantes o confusas, de igual modo como un perro guía provee asistencia visual a humanos ciegos, guiándolos a través de peligros potenciales para ellos.
De forma similar a como son entrenados los perros para sordos, pueden alertar a sus portadores sobre ruidos de importancia y cosas que requieran la intervención humana como humo o alarma de incendios, un niño llorando, un teléfono que suena o una llamada a la puerta. Para una persona con autismo, no es obvio de forma rápida que estímulos externos son urgentes y cuales requieren su atención inmediata.
Como se entrena a los perros de asistencia para responder a determinados comportamientos: 

| Comportamiento         | Respuesta |
| ---------------------- | --- |
| Fuga                   | Anclarse e impedir el avance del niño                                                                                      |
| Carrera impulsiva      | Traer a la persona de vuelta junto a sus padres                                                                            |
| Pica                   | Interrumpe su comportamiento                                                                                               |
| Estereotipia           | Interrupción física del comportamiento                                                                                     |
| Autolesión             | Interrupción física del comportamiento                                                                                     |
| Cambios de humor       | Se arrastra hasta el regazo y calma a la persona                                                                           |
| Despertar por la noche | Alerta a los padres ladrando                                                                                               |
| No verbales            | Mejora de habilidades mediante comandos                                                                                    |
| Niño perdido u oculto  | Lo encuentra y señala ubicación                                                                                            |
| Aislamiento social     | Es un catalizador social, al permitir a la familia el salir de casa y además permitir conversaciones respecto del autismo. |

## Uso con niños
El perro previene en niños autistas muy pequeños de salir corriendo y actuar como canguro y notificar a los padres cuando el niño intenta escapar de casa. La comunidad de perros de asistencia desaprueba esta práctica por razones de seguridad, aunque es una opinión dividida.

### Vídeos
- Entrega Perros de Asistencia para niños con autismo (Kuné)
- Seguimiento Perros de Asistencia para niños con autismo (Kuné)